# Töging am Inn
Töging am Inn (ufficialmente Töging a. Inn, letteralmente "Töging sull'Inn") è una città tedesca che fa parte del circondario di Altötting, è situata nel land della Baviera.